# 20 ans d'injustice
Pour les articles homonymes, voir Vingt ans (homonymie).
Pour plus de détails, voir Fiche technique et Distribution.
20 ans d'injustice (The Wronged Man) est un téléfilm américain réalisé par Tom McLoughlin, diffusé le 17 janvier 2010 sur Lifetime Movie Network et en France le 16 janvier 2012 sur M6.

## Synopsis
Calvin Willis est condamné à perpétuité pour le viol d'une fillette. Grâce à l'acharnement de son avocate, Janet Gregory, et du "Projet Innocent", la Justice américaine accepte de réviser le procès. Voici le combat de toute une vie.

## Fiche technique
- Titre original : The Wronged Man
- Réalisation : Tom McLoughlin
- Scénario : Teena Booth, d'après un article de magazine de Andrew Corsello
- Photographie : Shelly Johnson (en)
- Musique : Stephen Endelman
- Pays : États-Unis
- Durée : 85 minutes

## Distribution
- Julia Ormond (VF : Agathe Schumacher) : Janet Gregory[2]
- Mahershala Ali (VF : Gilles Morvan) : Calvin Willis[2]
- Lisa Arrindell Anderson (VF : Géraldine Asselin) : Michelle Willis
- Bruce McKinnon (VF : Patrick Raynal) : Randy Arthur
- Omar J. Dorsey (VF : François Barbin) : Leroy Matthews
- Rhoda Griffis (VF : Pauline Larrieu) : Tina
- Tonea Stewart (en) (VF : Perrette Pradier) : Mme Newton
- Lucius Baston (VF : Jean-Baptiste Anoumon) : Shelton
- Russell Durham Comegys (VF : François Delaive) : Wayne
- Avis-Marie Barnes : Rhonda
- Michael Beasley (VF : Günther Germain) : Luther
- Kendrick Cross : David
- Rus Blackwell (VF : Jean-Louis Faure) : Reynolds Reed
- Karan Kendrick (VF : Ariane Deviègue) : Jo Anne
- Chandler Riggs / Ryan Puszewski / Greg Kamp (VF : Gabriel Bismuth-Bienaimé) : Ryan Gregory à 7 / 13 / 18 et 20 ans

 Source et légende : version française (VF) sur RS Doublage et selon le carton de doublage télévisuel.